# Guarujá
Guarujá – miasto w Brazylii, w stanie São Paulo.
Liczba mieszkańców w 2006 roku wynosiła 305 171. Obszar jaki zajmuje miasto to 146 km² 
W mieście, w latach 1987-1989 odbywał się kobiecy turniej tenisowy cyklu WTA, pod nazwami: Brazilian Open (1987), Rainha Cup (1988-89).